# Dampfiella philippica
Dampfiella philippica är en kvalsterart som beskrevs av Corpuz-Raros 1997. Dampfiella philippica ingår i släktet Dampfiella och familjen Dampfiellidae. Inga underarter finns listade i Catalogue of Life.